# Platyzosteria melanaria
Platyzosteria melanaria es una especie de cucaracha terrestre del género Platyzosteria, tribu Polyzosteriini, subfamilia Polyzosteriinae. Fue descrita científicamente por Erichson en 1842.

## Distribución
Se distribuye por Oceanía: Australia (Victoria, Tasmania y Nueva Gales del Sur).